# آب‌انبار حاج علی‌محمد
آب‌انبار حاج علی محمد مربوط به دوره پهلوی است و در میبد، میدان شهرداری، بلوار قاضی میر حسین، بلوار شهید جعفری نژاد واقع شده و این اثر در تاریخ ۱۸ اسفند ۱۳۸۷ با شمارهٔ ثبت ۲۵۰۸۴ به‌عنوان یکی از آثار ملی ایران به ثبت رسیده است.